# 자송 라미샤퓌
자송 라미샤퓌(프랑스어: Jason Lamy-Chappuis, 1986년 9월 9일~)는 프랑스의 노르딕 복합 선수이다. 올림픽에 4회(2006, 2010, 2014, 2018)에 참가했으며 2010년 동계 올림픽 남자 노르딕 복합 노멀힐 개인전에서 금메달을 획득했다.
미국에서 태어났으며 어린 시절에 프랑스로 이주했고 2004년에 프랑스 노르딕 복합 국가대표 선수가 되었다. 그는 세계 노르딕 스키 선수권 대회에서 금메달 5개를 획득했으며 FIS 노르딕 복합 월드컵에서 3회 우승, 2회 준우승을 달성했다. 이후 2017년에 항공기 조종사 훈련을 위해 현역에서 은퇴했으나 같은 해 11월에 복귀했다. 2018년 4월 프랑스 선수권 대회를 마지막으로 은퇴했으며 2019년에 에어 프랑스 조종사가 되었다.